# Not Your Kind of People
Not Your Kind of People (в пер. с англ. Не похожи на вас) — пятый студийный альбом шотландско-американской рок-группы Garbage, вышедший 14 мая 2012 года на собственном лейбле группы Stunvolume Records. Это первый студийный альбом группы, после семилетней паузы взятой после выхода альбома Bleed Like Me. Альбому предшествовал выпуск сингла «Blood for Poppies», в то время, как в Великобритании ведущим синглом стал «Battle in Me».
Not Your Kind of People был записан в различных студиях в Калифорнии. В записи альбома, помимо участников группы принимали участие бас-гитарист Джастин Мелдал-Джонсен, финская актриса Ирина Бьёрклунд, а также дочери членов группы Стива Маркера и Бутча Вига. Микшированием и продюсированием альбома занимались Билли Буш и Бутч Виг.

## Запись и релиз альбома
В течение шести лет с момента релиза последнего студийного альбома, участники группы были вовлечены в различные проекты. Бутч Виг продюсировал альбомы и песни Green Day, Foo Fighters и Muse, в то время как Ширли Мэнсон записывала до сих пор неизданный сольный альбом и снялась в сериале Терминатор: Битва за будущее.
Участники группы собрались в студии в Лос-Анджелесе в начале 2010 года. Об этом в Facebook и Twitter сообщила Ширли Мэнсон. В своём профиле в Facebook певица написала:

Угадайте, с кем я провела целую неделю в студии? Вам было бы приятно, если бы я сказала, что одного из них зовут Стив, другого зовут Дюк, а третий, продюсер удостоенный премии «Грэмми»?Оригинальный текст (англ.)«Guess who I just spent a week in the studio with? Would you be pleased if I said one of them was called Steve and one of them was called Duke and another was a Grammy-winning producer?».

В середине 2010 года группа в полном составе вновь собралась в Лос-Анджелесе и Ширли Мэнсон предложила музыкантам попробовать записаться в студии. Дюк Эриксон сказал: «Потребовалось немного времени, чтобы мы поняли, что собираемся создать альбом». В октябре 2010 Garbage официально подтвердили, что работают над пятым альбомом. Музыканты заявили, что после неудачного контракта с Geffen Records во время работы над пластинкой Bleed Like Me, группа будет развиваться на собственном лейбле, независимо от других звукозаписывающих компаний. Стив Маркер прокомментировал это так: «У нас не было давления со стороны лейбла и не было ожидания этого. Я думаю, что это действительно пошло нам на пользу, поскольку мы просто работали получая удовольствие».
В отличие от предыдущих пластинок, которые были записаны только в студии Smart Studios в Мэдисоне, Not Your Kind of People был записан на студии Red Razor Sounds в Лос-Анджелесе. Дополнительные студийные сессии проходили в студиях GrungeIsDead в Лос-Анджелесе, Snowglobe Studios в Колорадо, в EastWest в Голливуде и в Smart Studios в Мэдисоне.
Музыканты сказали, что в течение студийных сессий было записано более 20-ти треков. Однако в сентябре 2011 года группа уточнила, что их предстоящий альбом будет состоять из 11 треков. В октябре прошёл процесс микширования альбома. По словам участников группы остальные треки будут выпущены, как «би-сайды, бонус-треки и, возможно, будут выложены на нашем сайте, просто в качестве Рождественского подарка от Garbage в качестве благодарности от нас фанатам».
В конце 2011 года Garbage объявили официальное название пластинки — Not Your Kind of People, а также анонсировали мировое турне в поддержку альбома. 7 марта 2012 года Garbage подтвердили треклист альбома через YouTube. Позже было объявлено, что ещё пять треков будут доступны в подарочном издании, и что альбом будет издан на собственном лейбле группы Stunvolume Records. Кроме того, в Facebook и Twitter музыканты обнародовали ещё несколько записанных треков: «Alone», «Animal», «Choose Your Weapon», «Time Will Destroy Everything» и «TROUBLE». Группа планирует выпустить эти композиции в качестве би-сайдов и бонус-треков.
Релиз альбома Not Your Kind of People состоялся 14 мая 2012 года. 250 экземпляров подарочного издания альбома были выпущены с автографами участников группы на обложке.

### Синглы
Альбому предшествовал сингл «Blood for Poppies», вышедший 26 марта 2012 года. Сингл «Battle in Me» вышел ограниченным тиражом в Великобритании 28 марта. Третий сингл «Automatic Systematic Habit» доступен для бесплатной загрузки через iTunes в США с 8 мая 2012. Также композиция «Big Bright World» выпущена синглом в Австралии 1 июня. 8 июля 2012 года Ширли Мэнсон объявила о возможном выходе композиции «Control» в качестве сингла.

### Концертный тур

Концерт в «Крокус Сити Холле», Москва, 2012

В конце 2011 года Garbage объявили, что планируют отправиться в мировое турне в поддержку альбома Not Your Kind of People. Тур под названием Not Your Kind of People World Tour стартовал 9 апреля 2012 года в Лос-Анджелесе. Концерт стал первым выступлением группы с 2007 года. «Мысли о возвращении на сцену в равной мере захватывали и пугали нас», — сказала Ширли Мэнсон. В маршрут включены концерты в Северной Америке, Европе, Азии, и возможно в Австралии и Южной Америке. Garbage отыграли концерты в Нидерландах, Люксембурге и Великобритании, а также выступили на нескольких европейских рок-фестивалях. В конце апреля, из-за личных проблем у Дюка Эриксона были отменены концерты в Техасе, Колорадо и Юте. Группа посетила Россию 11 и 12 мая 2012 года в Санкт-Петербурге и в Москве. Также группа выступила 11 июня в Самаре в рамках фестиваля Рок над Волгой. 13 августа Garbage объявили о том, что планируют в начале ноября 2012 провести небольшой тур по городам в России, в который включены концерты в Казани, Нижнем Новгороде, Екатеринбурге, Новосибирске и Москве. Окончание Not Your Kind of People World Tour прошло в марте 2013 года.

## Музыкальный стиль
В отличие от предыдущего альбома Bleed Like Me, в Not Your Kind of People группа сделала больший упор на синтезаторы, тем самым создав звучание схожее с альбомами Garbage и Version 2.0. «Там много элементов, которые мы всегда любили: мощное гитарное звучание, электробиты, киношная атмосфера — другими словами, это музыка, которую вам захочется слушать в собственной машине». — сказал Бутч Виг. В альбоме группа использовала множество электронных эффектов, например искажение вокала в композициях «Automatic Systematic Habit», «Blood for Poppies», «Felt» и «Control», или же старт-стоп-эффект в песне «Battle in Me». Как и предыдущие пластинки группы, Not Your Kind of People отличается очень эклектичным звучанием. В альбоме присутствуют элементы нескольких музыкальных стилей. Так, например, композиция «Automatic Systematic Habit» имеет ярко выраженное танцевальное звучание, а песня «Felt» содержит элементы шугейзинга.
В лирике неизменно затрагиваются проблемы одиночества, человеческих чувств, лжи и душевной боли. Однако Not Your Kind of People отличается общей отрешённостью и мрачностью. Ширли Мэнсон пояснила, что композиции альбома повествуют о людях-аутсайдерах, которые не могут свыкнуться с тем, что они навсегда останутся чужаками. Также в композиции «Blood for Poppies» имеются отсылки к наркотикам, а в клипе к песне присутствует множество сюрреалистических образов. По поводу этой песни Ширли Мэнсон сказала следующее:

Эта песня, словно неясный сон. Меня вдохновила статья о торговле опиумом в «Лос-Анджелес Таймс», а также просмотр документального фильма «Рестрепо» [фильм о войне в Афганистане]. Не нужно понимать меня буквально, но это песня об утрате ориентиров, иллюзиях и борьбе за то, чтобы остаться здравомыслящим перед лицом безумия. Оригинальный текст (англ.)«The inspiration came from a story I had read in Los Angeles Times about the opium trade and also from watching the documentary Restrepo. It’s not literal in any sense whatsoever but it’s a song about disorientation and delusion and the human struggle to stay sane in the face of insanity».

| Совокупная оценка    | Совокупная оценка                                                        |
| Источник             | Оценка                                                                   |
| -------------------- | ------------------------------------------------------------------------ |
| Metacritic           | 62/100                                                                   |
| Оценки критиков      |                                                                          |
| Источник             | Оценка                                                                   |
| Allmusic             | [ 41 ]                                                                   |
| About.com            | [ 42 ]                                                                   |
| Artistdirect         | [ 43 ]                                                                   |
| Consequence of Sound | [ 44 ]                                                                   |
| Daily Express        | [ 45 ]                                                                   |
| Entertainment Weekly | [ 46 ]                                                                   |
| The Guardian         | 4 из 5 звёзд · 4 из 5 звёзд · 4 из 5 звёзд · 4 из 5 звёзд · 4 из 5 звёзд |
| The Scotsman         | [ 47 ]                                                                   |
| Metro                | [ 48 ]                                                                   |
| musicOMH             | [ 49 ]                                                                   |
| NME                  | 3/10                                                                     |
| Pitchfork Media      | 6.4/10                                                                   |
| Rolling Stone        | [ 52 ]                                                                   |
| Rolling Stone Russia | [ 53 ]                                                                   |
| Spin                 | [ 38 ]                                                                   |
| Virgin Media         | [ 54 ]                                                                   |

Кроме того, в песнях «Not Your Kind of People» и «Sugar» прослеживается свойственная для Garbage меланхолическая манера исполнения, а композиции «Automatic Systematic Habit», «Man on a Wire» и «Battle in Me» отличаются более агрессивными и ироническими текстами.

## Отзывы критиков
Not Your Kind of People получил множество положительных отзывов от критиков. На Metacritic альбом получил 63 балла из 100 на основе 25 обзоров, что свидетельствует о хорошем рейтинге. Газета Herald Sun дала альбому три звезды из возможных пяти, рецензент Кэмерон Адамс написал: «Музыкально, они всё также остаются средним между Motown и Nirvana, и The Pretenders и The Prodigy…». Газета The Guardian дала альбому четыре звезды из возможных пяти, заявив, что «альбом в своём звучании возвращается к первым двум лучшим альбомам…». Сайт Virgin Media также оценил Not Your Kind of People в четыре звезды, назвав альбом «захватывающим», «готическим» и «безупречным».
Тем не менее были и негативные отзывы. Например журнал NME дал работе всего 3 звезды из 10 возможных, а BBC Music раскритиковал звучание, которое почти не отличается от первых альбомов. Также журнал Clash дал 3 звезды из 10, назвав альбом «чересчур помпезным», «скучным» и «раздражающим».

## Коммерческий успех
В США iTunes-версия альбома Not Your Kind of People дебютировала на 17-м месте в Billboard 200 с продажами за первую неделю в 19,000 экземпляров. На второй неделе альбом поднялся до 13-го места с объёмом продаж свыше 22,000 экземпляров. В Великобритании альбом дебютировал на 10-м месте в чарте с продажами в 8,310 экземпляров за первую неделю. Но на второй неделе «Not Your Kind of People» опустился до 63-го места и до 100-го места на третьей неделе. Альбом также дебютировал на 33-м месте в японском чарте с объёмом продаж 1,983 экземпляров.

## Список композиций
| №   | Название                     | Длительность |
| --- | ---------------------------- | ------------ |
| 1.  | «Automatic Systematic Habit» | 3:18         |
| 2.  | «Big Bright World»           | 3:35         |
| 3.  | «Blood for Poppies»          | 3:38         |
| 4.  | «Control»                    | 4:12         |
| 5.  | «Not Your Kind of People»    | 4:57         |
| 6.  | «Felt»                       | 3:26         |
| 7.  | «I Hate Love»                | 3:54         |
| 8.  | «Sugar»                      | 3:59         |
| 9.  | «Battle in Me»               | 4:14         |
| 10. | «Man on a Wire»              | 3:07         |
| 11. | «Beloved Freak»              | 4:30         |

| №   | Название                 | Длительность |
| --- | ------------------------ | ------------ |
| 12. | «The One»                | 4:43         |
| 13. | «What Girls Are Made Of» | 3:47         |
| 14. | «Bright Tonight»         | 4:02         |
| 15. | «Show Me»                | 5:14         |

| №   | Название                 | Длительность |
| --- | ------------------------ | ------------ |
| 12. | «The One»                | 4:43         |
| 13. | «What Girls Are Made Of» | 3:47         |
| 14. | «Love Like Suicide»      | 3:49         |
| 15. | «Bright Tonight»         | 4:02         |
| 16. | «Show Me»                | 5:14         |

- «Big Bright World» имеет отсылки к поэме Дилана Томаса Do not go gentle into that good night[16].
- «Beloved Freak» содержит семпл композиции Клауса Наоми «Valentine’s Day»[16].

## Участники записи
Garbage
- Ширли Мэнсон — вокал, клавишные, стилофон
- Дюк Эриксон — гитара, клавишные, фортепиано
- Стив Маркер — гитара, клавишные
- Бутч Виг — ударные, эффекты, микширование

Приглашённые участники
| - Джастин Мелдал-Джонсен — бас-гитара - Эрик Эвери — бас-гитара в «Battle In Me» и «Man on a Wire» - Мэтт Чемберлен — ударные в «Beloved Freak» и «Bright Tonight» - Ирина Бьёрклунд — музыкальная пила в «Sugar» - Мэтт Уолкер — ударные в «Show Me» - Рубин Уинслоу Маркер — бэк-вокал в «Not Your Kind of People» - Бо Виолет Виг — бэк-вокал в «Not Your Kind of People» | Другой персонал - Билли Буш — продюсер, инженер, микширование - Эмили Лазар — мастеринг - Джо ЛаПорта — мастеринг - Райан Кори — арт-директор - Аутумн Де Вильде — фотограф - Джери Хайден — дополнительный фотограф, иллюстрирование - Пол Кремен — менеджер |

## Позиции в чартах
| Чарт (2012)                | Высшая позиция |
| -------------------------- | -------------- |
| Аргентина                  | 12             |
| Австралия                  | 8              |
| Австрия                    | 39             |
| Бельгия (Flanders)         | 28             |
| Бельгия (Wallonia)         | 10             |
| Канада                     | 17             |
| Хорватия                   | 29             |
| Чехия                      | 35             |
| Дания                      | 35             |
| Голландия                  | 68             |
| Финляндия                  | 46             |
| Франция                    | 14             |
| Германия                   | 15             |
| Греция                     | 27             |
| Ирландия                   | 42             |
| Италия                     | 16             |
| Япония                     | 33             |
| Мексика                    | 34             |
| Новая Зеландия             | 32             |
| Польша                     | 39             |
| Россия                     | 22             |
| Шотландия                  | 6              |
| Испания                    | 29             |
| Швеция                     | 15             |
| Великобритания             | 10             |
| США Billboard 200          | 13             |
| США Рок-альбомы            | 5              |
| США Independent Albums     | 3              |
| США Альтернативные альбомы | 1              |

## История релиза
| Страна                           | Дата        | Лейбл      | Дистрибьютор          | Формат |
| -------------------------------- | ----------- | ---------- | --------------------- | --- |
| Австралия и Новая Зеландия       | 11 мая 2012 | Stunvolume | Liberator Music       | Стандартное издание и подарочное издание (CD) Стандартное и подарочное издание (цифровая дистрибуция) Подарочное издание (грампластинка) |
| Азия, Европа и Латинская Америка | 14 мая 2012 | Stunvolume | Cooperative Music     | Стандартное издание и подарочное издание (CD) Стандартное и подарочное издание (цифровая дистрибуция) Подарочное издание (грампластинка) |
| США                              | 15 мая 2012 | Stunvolume | Fontana               | Стандартное издание и подарочное издание (CD) Стандартное и подарочное издание (цифровая дистрибуция) Подарочное издание (грампластинка) |
| Канада                           | 15 мая 2012 | Stunvolume | Universal Music Group | Стандартное издание и подарочное издание (CD) Стандартное и подарочное издание (цифровая дистрибуция) Подарочное издание (грампластинка) |
| Япония                           | 16 мая 2012 | Stunvolume | Sony Music Int’l      | Стандартное издание и подарочное издание (CD) Стандартное и подарочное издание (цифровая дистрибуция) Подарочное издание (грампластинка) |

## Дополнительные факты
- Композиция «Control» звучит в трейлере видеоигры The Amazing Spider-Man[98].
- Заглавная песня альбома «Not Your KInd of People» использована в дебютном трейлере видеоигры Metal Gear Solid V: The Phantom Pain.